# Nowi Broskiwci
Nowi Broskiwci (ukr. Нові Бросківці) – wieś na Ukrainie, w obwodzie czerniowieckim, w rejonie czerniowieckim, w hromadzie Storożyniec. W 2001 liczyła 1469 mieszkańców, spośród których 1441 wskazało jako ojczysty język ukraiński, 10 rosyjski, 1 mołdawski, 16 rumuński, a 1 inny.